# Forêt de Selwood

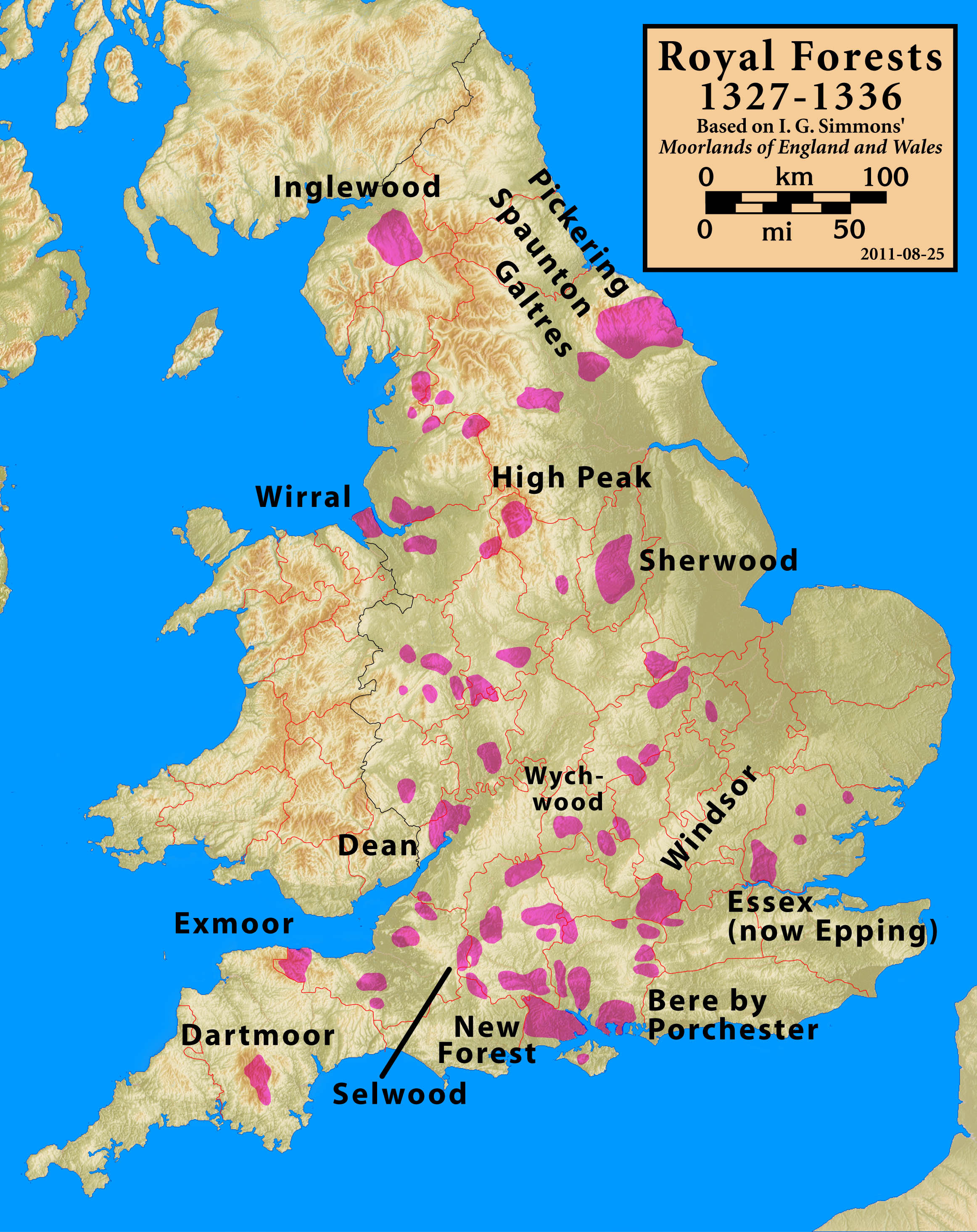
Carte des forêts royales d'Angleterre au début du XIVe siècle.

La forêt de Selwood est un ancien massif forestier du sud-ouest de l'Angleterre. Au Moyen Âge, il s'étendait entre les villes de Chippenham et Gillingham, dans les comtés du Dorset, du Somerset et du Wiltshire. Durant cette période, Selwood constituait la frontière entre les moitiés occidentale et orientale du royaume anglo-saxon de Wessex.